# Feuerball vom 10. August 1972
Der Feuerball vom 10. August 1972 (im angelsächsischen Sprachraum Great Daylight Fireball of 1972, für großer Tageslicht-Bolide von 1972) – auch Grand-Teton-Meteor (aus englisch Grand Teton Meteor) und US19720810 genannt – war ein Meteoroid, der am 10. August 1972 um 14:30 Uhr Ortszeit (20:29 UTC) über dem US-Bundesstaat Utah  in die Erdatmosphäre eintrat, hell aufleuchtete, dabei Masse und Geschwindigkeit verlor und die Atmosphäre als deutlich kleinerer Körper wieder verließ. Er wurde dabei bei vollem Tageslicht als Feuerball (oder Bolide) sichtbar. Es handelte sich hierbei um den ersten je beobachteten und wissenschaftlich untersuchten Boliden.

## Weitere Einzelheiten
Der Meteoroid trat mit einer Geschwindigkeit von etwa 15 km/s in die Atmosphäre ein und durchquerte sie in nördlicher Flugrichtung bei einer maximalen Annäherung an die Erdoberfläche von 53 Kilometern. Er verließ die Atmosphäre nach rund 100 Sekunden wieder über der kanadischen Provinz Alberta. Der Feuerball wurde von vielen Menschen beobachtet, auf Film aufgenommen und von Sensoren im Weltraum aufgezeichnet.
Wissenschaftliche Untersuchungen ergaben, dass der Meteoroid vor dem Eintritt zwischen 3 Metern (im Falle eines kohligen Chondriten) und 14 Metern (im Fall von kometarem Eis) groß war. Eine Analyse aus dem Jahr 1994 kam zum Schluss, dass die Passage durch die Erdatmosphäre die Masse des Meteoroiden auf ein Drittel reduzierte. Seine Geschwindigkeit reduzierte sich dabei um etwa 800 Meter pro Sekunde, und die Bahnneigung (gegenüber der Ekliptik) änderte sich merklich von 15 auf 7 Grad.

## Andere Boliden, die nicht am Erdboden auftrafen
Bis zum Jahre 2008 wurden nur drei weitere solche Vorfälle beobachtet: Der Feuerball EN131090 am 13. Oktober 1990 in 100 km Höhe über Tschechien, der mögliche Feuerball am 29. März 2006 über Japan und EN070807 am 7. August 2007 über Europa.